# Shapaja (distrito)
Shapaja é um distrito do Peru, departamento de San Martín, localizada na província de San Martín.

## Transporte
O distrito de Shapaja é servido pela seguinte rodovia:
- SM-106, que liga o distrito de Juan Guerra à cidade de El Porvenir [1][2][3]